# Kanelskinn
Kanelskinn (Hymenochaete cinnamomea) är en svampart som först beskrevs av Christiaan Hendrik Persoon, och fick sitt nu gällande namn av Giacopo Bresàdola 1897. Kanelskinn ingår i släktet Hymenochaete och familjen Hymenochaetaceae.  Arten är reproducerande i Sverige. Inga underarter finns listade i Catalogue of Life.

## Bildgalleri

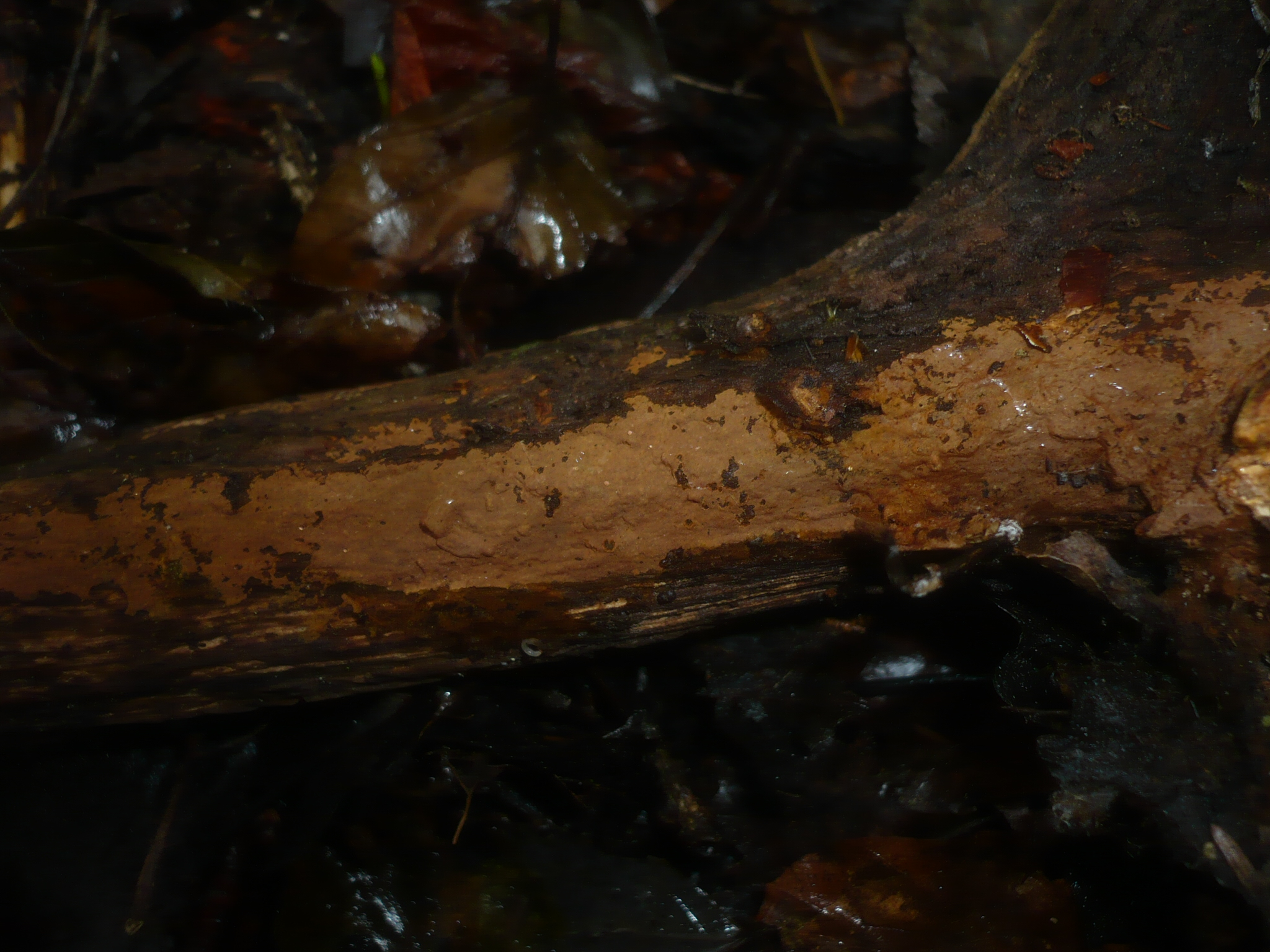